# Jim Montgomery
James Paul Montgomery, detto Jim (Madison, 24 gennaio 1955), è un ex nuotatore statunitense.
Specializzato nello stile libero, ha vinto tre medaglie d'oro e una di bronzo alle olimpiadi di Montréal 1976: oro nei 100 m e nelle staffette 4 × 200 m sl e 4 × 100 m misti; bronzo nei 200 m sl.
È stato il primo uomo a scendere sotto il muro dei 50" nei 100 stile libero, il 25 luglio 1976 durante i Giochi Olimpici di Montreal.
(È stato anche il primo a scendere sotto i 51" un anno prima, nel 1975)
È diventato uno dei Membri dell'International Swimming Hall of Fame. 
È stato primatista mondiale nei 100 m sl e in tutte le staffette.

## Palmarès
- Olimpiadi

Montreal 1976: oro nei 100 m sl e nelle staffette 4 × 100 m misti e 4 × 200 m sl, bronzo nei 200 m sl.
- Mondiali

1973 - Belgrado: oro nei 100 m e 200 m sl e nelle staffette 4 × 100 m e 4 × 200 m sl e 4 × 100 m misti.
1975 - Cali: oro nella staffetta 4 × 100 m sl e bronzo nei 100 m sl.
1978 - Berlino: oro nella staffetta 4 × 100 m sl e argento nei 100 m sl.